# Arròs Casimir
L'Arròs Casimir (originalment en francès Riz Casimir, nom usat també en alemany, llengua en la qual també s'anomena, malgrat que rarament, Reis Casimir) és un plat suís fet d'arròs, vedella triturada, salsa de curri, plàtan, trossos de pinya i préssec, guarnit amb ametlles rostides i servit en un anell d'arròs de gra llarg.
Segons l'editora Betty Bossi i l'historiador Roger Sidler el plat va ser inventat per la cadena de restaurants Mövenpick, a la carta de la qual va aparèixer per primer cop el 1952. Aviat es va propagar als llibres de cuina suïssos, a partir de 1960 per Elisabeth Fülscher i a partir de 1968 per Betty Bossi. Segons Sidler, és un plat que reflecteix la creixent prosperitat de la Suïssa de la postguerra i l'anhel d'exotisme de la població. No s'ha pogut determinar si el fundador de Mövenpick, Ueli Prager, es va inspirar en cuina índia i si Casimir deriva del nom de la regió del Caixmir, com suggereix la historiadora cultural Petra Foede.